# South of Santa Fe (film 1942)
South of Santa Fe è un film del 1942 diretto da Joseph Kane.
È un film western statunitense con Roy Rogers, Linda Hayes e George 'Gabby' Hayes.

## Produzione
Il film, diretto da Joseph Kane su una sceneggiatura di James R. Webb, fu prodotto dallo stesso Kane, come produttore associato, per la Republic Pictures e girato a Santa Clarita e nell'Andy Jauregui Ranch a Newhall, in California.

## Colonna sonora
- We're Headin' For the Home Corral - scritta da Tim Spencer e Glenn Spencer, cantata da Roy Rogers e dai Sons of the Pioneers
- Song of the Vaqueros - scritta da Bob Nolan, cantata da Roy Rogers e dai Sons of the Pioneers
- Down the Trail - scritta da Tim Spencer e Glenn Spencer, cantata da Roy Rogers e dai Sons of the Pioneers
- Yodel Your Troubles Away - scritta da Tim Spencer, cantata da Judy Clark, Bobby Beers e dai Sons of the Pioneers
- Open Range Ahead - scritta da Bob Nolan, cantata da the Sons of the Pioneers

## Distribuzione
Il film fu distribuito negli Stati Uniti dal 17 febbraio 1942 al cinema dalla Republic Pictures. È stato distribuito anche in Brasile con il titolo Exploradores do Oeste.